# Église Saint-Leu-Saint-Gilles d'Épinay-sur-Orge
L'église Saint-Leu-Saint-Gilles est une église catholique située à Épinay-sur-Orge dans l'Essonne, en France.

## Description

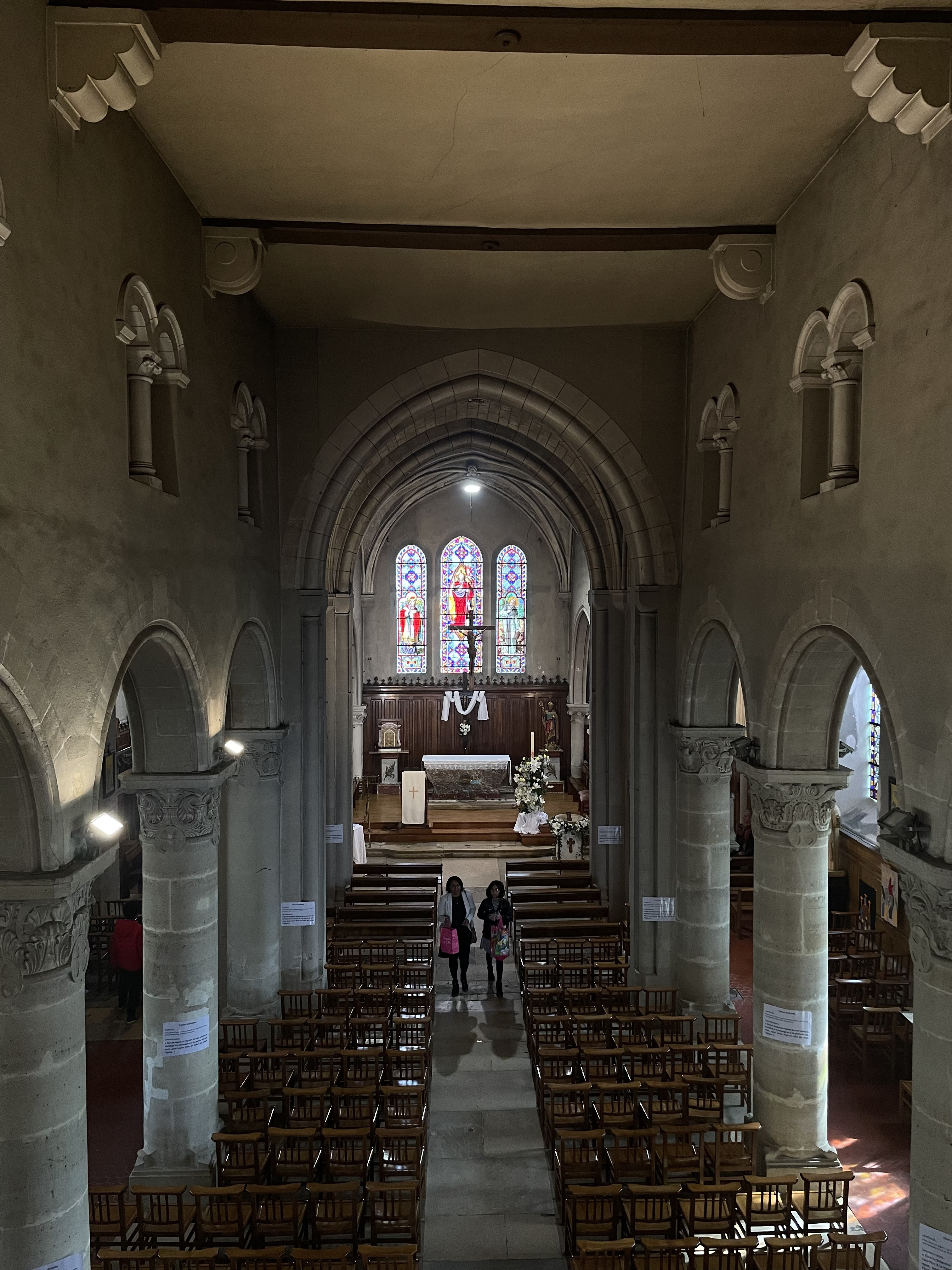
Intérieur de l'église, 2024

L'église s'élève dans le centre d'Épinay-sur-Orge. Elle est de plan rectangulaire, constituée de une nef flanquée de deux bas-côtés et terminée par un chevet ; la chapelle Saint-Leu est accolée sur le flanc nord de l'église,. La façade est munie de quatre contreforts ; elle est percée d'un portail constitué d'un tympan sculpté, soutenu par des colonnes. Le clocher est de plan carré. Il est recouvert d'ardoises, tandis que le reste de l'église est recouvert de tuiles.

## Mobilier
L'église comprend de nombreux objets mobiliers protégés aux monuments historiques :
- Cloche (1561[3])
- Confessionnal (XVIIIe siècle[4])
- 2 crédences[5]
- Crucifix (XVIIIe siècle[6])
- Dalle funéraire de François Collemard (1662[7])
- Fonts baptismaux[8]
- Inscription commémorative de fondation par Pierre Feuillet (1621[9])
- Inscription funéraire de Jacquette Le Moyne (1526[10])
- Inscription funéraire de Jehan Pagin (1406[11])
- Maître-autel et tabernacle[12]
- Niche d'exposition du Saint-Sacrement[13]
- Deux ombrellinos  de procession (XIXe siècle[14],[15])
- Orgue de chœur (1875, Joseph Merklin[16],[17],[18])
- Prie-Dieu[19]
- Vitrail représentant l'arbre de Jessé (XVIIe siècle[20])
- Tableaux :
  - L'Ascension[21]
  - Le Christ descendu de la croix (copie de Jean-Baptiste Jouvenet, peut-être réalisée par lui-même[22])
  - Ecce Homo (d'après Le Caravage[23])
  - Mater dolorosa[24]
  - Saint Jean-Baptiste[25]
  - Saint Jérôme pénitent[26]
  - Tête d'Evangéliste[27]
  - Vierge à l'Enfant et saint Jean[28]
  - Vierge à l'Enfant et saint Joseph[29]

## Historique
La construction de l'église remonterait au XIIIe siècle : le chœur et le clocher datent de cette époque. La chapelle Saint-Leu, alors indépendante quoiqu'adossée à l'église, est construite au XVe siècle. L'église est en partie reconstruite au XVIIIe siècle, puis à nouveau transformée au XIXe siècle. La plupart des vitraux datent du XXe siècle.
L'édifice bénéficie du label « Patrimoine d'intérêt régional depuis le 30 janvier 2025 ».